# Președintele Filipinelor
Președintele Filipinelor este șeful statului și al guvernulului din Filipine. Președintele conduce ramura executivă a guvernului filipinez și este comandant suprem al Forțelor Armate. 
Acesta este ales direct de către popor pentru 6 ani, având dreptul la un singur mandat.

## Deținători ai funcției
| Nume                      |  | Început           | Final             |
| ------------------------- |  | ----------------- | ----------------- |
| Emilio Aguinaldo          |  | 23 ianuarie 1899  | 23 martie 1901    |
| Manuel L. Quezon          |  | 15 noiembrie 1935 | 30 decembrie 1941 |
| Manuel L. Quezon          |  | 30 decembrie 1941 | 1 august 1944     |
| José P. Laurel (de facto) |  | 14 Octombrie 1943 | 17 august 1945    |
| Sergio Osmeña             |  | 1 august 1944     | 28 mai 1946       |
| Manuel Roxas              |  | 28 mai 1946       | 15 aprilie 1948   |
| Elpidio Quirino           |  | 17 aprilie 1948   | 30 decembrie 1948 |
| Elpidio Quirino           |  | 30 decembrie 1948 | 30 decembrie 1953 |
| Ramon Magsaysay           |  | 30 decembrie 1953 | 17 martie 1957    |
| Carlos P. Garcia          |  | 18 martie 1957    | 30 decembrie 1957 |
| Carlos P. Garcia          |  | 30 decembrie 1957 | 30 decembrie 1961 |
| Diosdado Macapagal        |  | 30 decembrie 1961 | 30 decembrie 1965 |
| Ferdinand Marcos          |  | 30 decembrie 1965 | 30 decembrie 1969 |
| Ferdinand Marcos          |  | 30 decembrie 1969 | 30 iunie 1981     |
| Ferdinand Marcos          |  | 30 iunie 1981     | 25 februarie 1986 |
| Corazon Aquino            |  | 25 februarie 1986 | 30 iunie 1992     |
| Fidel Ramos               |  | 30 iunie 1992     | 30 iulie 1998     |
| Joseph Estrada            |  | 30 iunie 1998     | 20 ianuarie 2001  |
| Gloria Macapagal-Arroyo   |  | 20 ianuarie 2001  | 30 iunie 2004     |
| Gloria Macapagal-Arroyo   |  | 30 iunie 2004     | 30 iunie 2010     |
| Benigno Aquino III        |  | 30 iunie 2010     | 30 iunie 2016     |
| Rodrigo Duterte           |  | 30 iunie 2016     | 30 iunie 2022     |
| Bongbong Marcos           |  | 30 iunie 2022     |                   |

1. Emilio Aguinaldo
2. Manuel L. Quezon
3. José P. Laurel
4. Sergio Osmena
5. Manuel Roxas
6. Elpidio Quirino
7. Ramon Magsaysay
8. Carlos P. Garcia
9. Diosdado Macapagal
10. Ferdinand Marcos
11. Corazon Aquino
12. Fidel Ramos
13. Joseph Estrada
14. Gloria Macapagal-Arroyo
15. Benigno Aquino III
16. Rodrigo Duterte
17. Bongbong Marcos